# Telltale Games
Telltale Games, Inc. – amerykańska firma produkująca gry komputerowe z siedzibą w San Rafael w stanie Kalifornia. Została założona w czerwcu 2004 roku jako Telltale, Incorporated przez byłych członków LucasArts, którzy pracowali nad grą Sam & Max: Freelance Police do czasu anulowania jej w dniu 3 marca 2004 roku. Pracownicy Telltale Games pracowali wcześniej także przy takich tytułach jak Grim Fandango czy seria Monkey Island.
Firma specjalizowała się w tworzeniu gier przygodowych opartych na popularnych seriach, takich jak Gnat, CSI, Sam& Max, Homestar Runner, Wallace i Gromit, Monkey Island, Powrót do przyszłości, Park Jurajski, Prawo i porządek, Żywe trupy, Baśnie, Borderlands, Pieśń lodu i ognia oraz Minecraft. Telltale Games znane było z cyfrowej dystrybucji swoich tytułów oraz z dzielenia ich na ukazujące się w ustalonych odstępach czasowych odcinki. W 2019 roku aktywa studia wykupiło przedsiębiorstwo LCG Entertainment.

## Historia

### Powstanie firmy

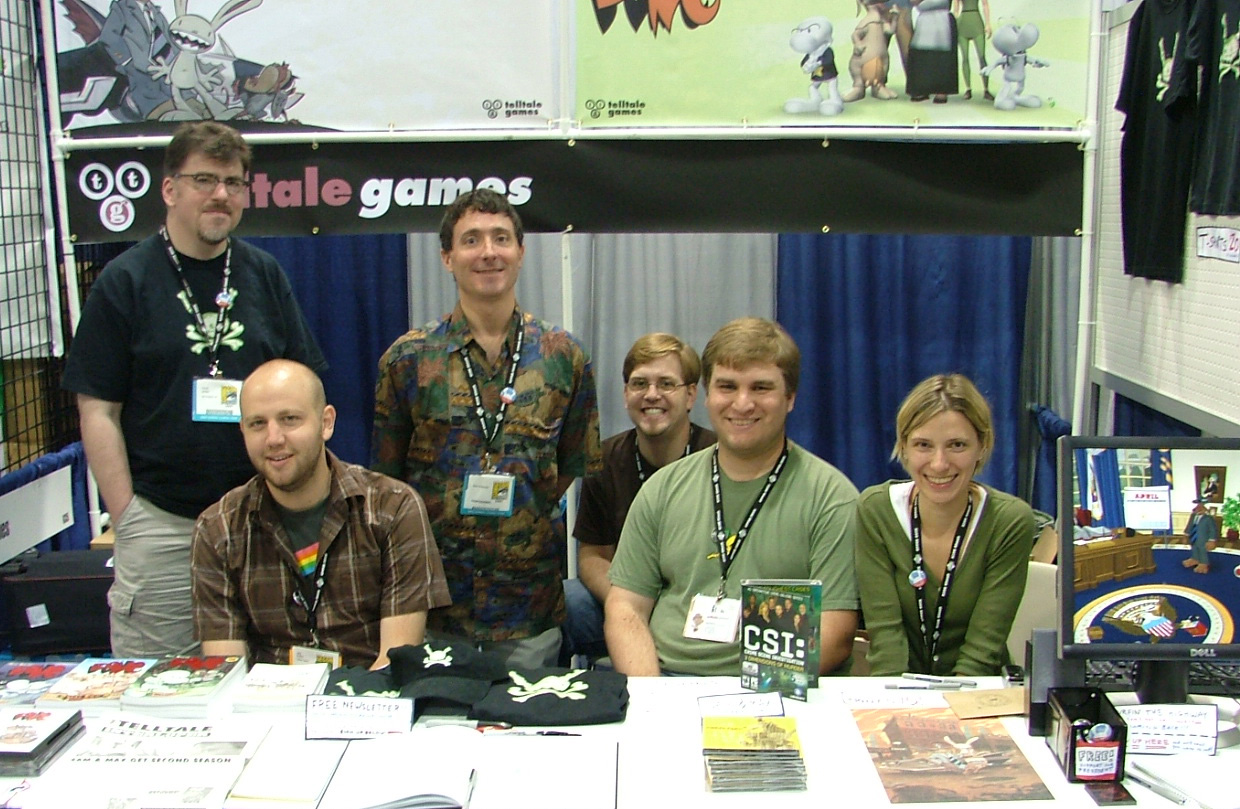
Zespół Telltale w 2007 roku. Od lewej: Chuck Jordan, Jake Rodkin, Dave Grossman, Daniel Farjam Herrera, Doug Tabacco i Emily Morganti. Na stole znajduje się wersja demonstracyjna gry Sam & Max: Sezon 1

Telltale Games zostało założone przez Dana Connorsa, Kevina Brunera i Troya Molandera – byłych pracowników LucasArts, którzy pracowali nad grą Sam & Max: Freelance Police, kontynuacją gry z 1993 roku – Sam & Max Hit the Road. Gra została anulowana 3 marca 2004 roku. Anulowanie gry było jedną z głównych przyczyn powstania firmy. Większość członków nowo powstałego Telltale Games pracowała wcześniej przy wielu popularnych produkcjach LucasArts.
Postanowiono, że Telltale Games będzie miała swoją siedzibę w San Rafael, w Kalifornii. 11 lutego 2005 roku firma wydała swoją pierwszą grę – Telltale Texas Hold’em – symulator pokera, który miał przede wszystkim na celu przetestowanie narzędzia Telltale Tool – firmowego silnika, który później był używany do produkcji każdej gry Telltale. Była to również jedyna gra Telltale, w której wszystkie postacie są oryginalne, stworzone przez firmę i nie są inspirowane żadną franczyzą. Kolejnymi grami firmy były Bone (adaptacja komiksu Jeffa Smitha Gnat) oraz CSI: 3 Dimensions of Murder (inspirowana serialem CSI: Kryminalne zagadki Las Vegas). CSI: 3 Dimensions of Murder zostało stworzone dla Ubisoft Entertainment i choć było pierwszą grą Telltale w odcinkach to wszystkie odcinki zostały wydane jednocześnie jako całość. Tak samo było z kolejnymi grami z tej serii – CSI: Hard Evidence, CSI: Deadly Intent, i CSI: Fatal Conspiracy.
W 2006 roku Telltale otrzymało 600 tysięcy dolarów od aniołów biznesu – Matthew Le Merle i grupy Keiretsu Forum. W związku z tym firma postanowiła wykupić od LucasArts prawo do ukończenia gry Sam & Max: Freelance Police. Gdy jednak LucasArts nie wyraziło zgody, firma wykupiła od Steve’a Purcella – twórcy komiksów o Samie i Maksie – prawo do stworzenia nowych gier z tej serii.
Sam & Max: Sezon 1 było pierwsza grą Telltale, która składała się z odcinków ukazujących się w różnych terminach (w tym wypadku co miesiąc). Ta praktyka stała się później znakiem rozpoznawczym firmy. Gdy gra okazała się sukcesem, zdecydowano o wyprodukowaniu kolejnych sezonów – Sam & Max Beyond Time and Space (2007, 2008) i Sam & Max: The Devil’s Playhouse (2010), a także wielu innych gier o komediowym charakterze, jak Strong Bad’s Cool Game for Attractive People (2008), Wallace & Gromit’s Grand Adventures (2009) i Tales of Monkey Island (2009). Tales of Monkey Island podobnie jak Sam & Max: Sezon 1 pochodzi z serii gier, które oryginalnie były tworzone przez LucasArts i późniejszych pracowników Telltale Games.

### Program pilotażowy
W celu ustalenia które gry nadają się na serię w odcinkach, a które nie, Telltale w 2010 roku uruchomiło program pilotażowy. Pierwszą grą stworzoną w ramach tego programu był wyprodukowany we współpracy z Grahamem Annable Nelson Tethers: Puzzle Agent (2010). Gra nie doczekała się kolejnych odcinków, ale w 2011 roku powstała jej kontynuacja – Puzzle Agent 2,
22 października 2010 ukazał się Poker Night at the Inventory, gra-crossover, która była kolejną symulacją gry w pokera wyprodukowaną przez Telltale, jednak tym razem z udziałem postaci z różnych franczyz. Ta produkcja również doczekała się swojej kontynuacji – Poker Night 2 z 2013 roku.
Program pilotażowy jest również wykorzystywany w celu testowania nowych pomysłów na rozgrywkę, które różnią się od dotychczasowych, wykorzystywanych przez firmę. The Walking Dead powstało właśnie na bazie jednego z takich pomysłów zaprezentowanych w projekcie o nazwie Zombie Prototype.

### Rozwój i akwizycja franczyz
Przez długi czas Telltale Games było utożsamiane głównie z franczyzami o komicznym charakterze. Jednak w czerwcu 2010 roku firma zapowiedziała, że wykupiła prawa autorskie od NBCUniversal i obok tytułów komediowych wyprodukowane zostaną także gry na bazie filmów z serii Powrót do przyszłości i Park Jurajski. W lutym 2011 roku zapowiedziano trzy kolejne gry epizodyczne. Dwie z nich, The Walking Dead (2012–2013) i The Wolf Among Us (2013–2014), zostały stworzone na podstawie komiksów i we współpracy z Warner Bros. Interactive Entertainment. Trzecia gra miała być oparta na serii gier Sierra Entertainment King’s Quest, jednak została anulowana i 3 kwietnia 2013 roku Telltale sprzedało prawa autorskie do serii firmie Activision.
W 2010 roku firma zarobiła 10 milionów dolarów, tym samym odnotowując 90% wzrostu dochodów w stosunku do roku poprzedniego. Steve Allison, starszy wiceprezes marketingu Telltale stwierdził, że studio zawdzięczało to grze Back to the Future: The Game, która była wówczas największym sukcesem firmy.
18 kwietnia 2011 roku studio zapowiedziało grę epizodyczną na podstawie serialu Prawo i porządek. Law & Order: Legacies wydano w siedmiu odcinkach, publikowanych od 22 grudnia 2011 do 25 marca 2012, Jest to jedyna gra studia, której odcinki nie ukazywały się najpierw na PC i ewentualnie na innych platformach. Pierwszą platformą, dla której wydawano odcinki było iOS.
W 2012 roku The Walking Dead okazało się największym sukcesem w dorobku studia. W ciągu 20 dni od premiery rozeszło się w nakładzie miliona sztuk.
23 grudnia 2013 roku Telltale Games zapowiedziało dwie kolejne gry epizodyczne: Tales from the Borderlands – oparte na serii gier Borderlands (2014–2015) studia Gearbox Software – oraz Game of Thrones (2014–2015) – bazująca na serialu telewizyjnym HBO.
18 grudnia 2014 roku Telltale Games wraz z Mojang AB zapowiedziało serię na podstawie gry Minecraft. Twórcy zapowiedzieli, że w sprawie stylistyki historii będą inspirować się społecznością fanów Minecrafta i będą zasięgać ich rady. Jednak nie zamierzają niczego zmieniać w samym uniwersum. Negocjacje Telltale z Mojang AB miały miejsce zanim Microsoft przejęło szwedzką firmę, ale nawet po negocjacjach Microsoft dało twórcom gry całkowitą swobodę i nie utrudniało im pracy. Pierwszy odcinek miał premierę 13 października 2015, W grze swojego głosu udzielił popularny amerykański aktor i komik Patton Oswalt.
W lutym 2015 roku Lions Gate Entertainment nawiązało współpracę z Telltale Games. Owocem tej współpracy mają być tak zwane „Super Shows” – niespotykane do tej pory serie, łączące w sobie serial telewizyjny oraz grę wideo. Pierwszy Super Show ma być całkowicie oryginalną produkcją Telltale, nie opartą na żadnej franczyzie. Ponadto dyrektor generalny Lions Gate – Jon Feltheimer – i dyrektor generalny Unity Technologies – John Riccitiello – zostali na stałe przyjęci na stanowiska reżyserów w firmie Telltale Games.
W kwietniu 2015 roku Telltale Games ogłosiło partnerstwo z Marvel Entertainment i zapowiedziało przynajmniej jedną grę opartą na uniwersum Marvela w 2017 roku.
22 września 2018 poinformowano o planach zamknięcia studia. Tym samym anulowano produkcję wszystkich powstających gier, takich jak: The Walking Dead, The Wolf Among Us: Season Two czy Game of Thrones: Season Two. 14 listopada 2018 złożono wniosek o upadłość. W sierpniu 2019 przedsiębiorstwo LCG Entertainment wykupiło prawa do własności intelektualnej studia oraz jej znaków towarowych.

## Wyprodukowane gry
| Nazwa                                        | Odcinki                                                            | Data produkcji                         | Ocena (tylko PC) | Ocena (tylko PC) | Platformy | Franczyza |
| Nazwa                                        | Odcinki                                                            | Data produkcji                         | GR               | M                | Platformy | Franczyza |
| -------------------------------------------- | ------------------------------------------------------------------ | -------------------------------------- | ---------------- | ---------------- | --- | --- |
| Telltale Texas Hold’em                       | –                                                                  | 11 lutego 2005                         | 60,00%           | -                | - Microsoft Windows | – |
| Bone: Out from Boneville                     | –                                                                  | 15 września 2005                       | 67,86%           | 68/100           | - Microsoft Windows - OS X | Gnat |
| CSI: 3 Dimensions of Murder                  | Case 1: Pictures at an Execution                                   | 21 marca 2006                          | 68,65%           | 67/100           | - Microsoft Windows - PlayStation 2 | CSI |
| CSI: 3 Dimensions of Murder                  | Case 2: First Person Shooter                                       | 21 marca 2006                          | 68,65%           | 67/100           | - Microsoft Windows - PlayStation 2 | CSI |
| CSI: 3 Dimensions of Murder                  | Case 3: Daddy’s Girl                                               | 21 marca 2006                          | 68,65%           | 67/100           | - Microsoft Windows - PlayStation 2 | CSI |
| CSI: 3 Dimensions of Murder                  | Case 4: Rough Cut                                                  | 21 marca 2006                          | 68,65%           | 67/100           | - Microsoft Windows - PlayStation 2 | CSI |
| CSI: 3 Dimensions of Murder                  | Case 5: The Big White Lie                                          | 21 marca 2006                          | 68,65%           | 67/100           | - Microsoft Windows - PlayStation 2 | CSI |
| Bone: The Great Cow Race                     | –                                                                  | 12 kwietnia 2006                       | 77,68%           | 76/100           | - Microsoft Windows | Gnat |
| Sam & Max: Sezon 1                           | Culture Shock (pl. Szok kulturowy)                                 | 17 października 2006                   | 81,17%           | 81/100           | - Microsoft Windows - Wii - Xbox 360 | Sam & Max |
| Sam & Max: Sezon 1                           | Situation: Comedy (pl. Sitcom)                                     | 20 grudnia 2006                        | 79,20%           | 79/100           | - Microsoft Windows - Wii - Xbox 360 | Sam & Max |
| Sam & Max: Sezon 1                           | The Mole, the Mob, and the Meatball (pl. Kret, klopsik i kryminał) | 25 stycznia 2007                       | 73,54%           | 74/100           | - Microsoft Windows - Wii - Xbox 360 | Sam & Max |
| Sam & Max: Sezon 1                           | Abe Lincoln Must Die! (pl. Abraham L. musi umrzeć)                 | 22 lutego 2007                         | 80,64%           | 80/100           | - Microsoft Windows - Wii - Xbox 360 | Sam & Max |
| Sam & Max: Sezon 1                           | Reality 2,0 (pl. Rzeczywistość 2,0)                                | 29 marca 2007                          | 82,36%           | 82/100           | - Microsoft Windows - Wii - Xbox 360 | Sam & Max |
| Sam & Max: Sezon 1                           | Bright Side of the Moon (pl. Jasna strona księżyca)                | 26 kwietnia 2007                       | 80,52%           | 79/100           | - Microsoft Windows - Wii - Xbox 360 | Sam & Max |
| CSI: Hard Evidence                           | Case 1: Burning For You                                            | 15 września 2007                       | 69,20%           | 63/100           | - OS X - Microsoft Windows - Wii - Xbox 360                                                                                                  | CSI |
| CSI: Hard Evidence                           | Case 2: Double Down                                                | 15 września 2007                       | 69,20%           | 63/100           | - OS X - Microsoft Windows - Wii - Xbox 360                                                                                                  | CSI |
| CSI: Hard Evidence                           | Case 3: Shock Rock                                                 | 15 września 2007                       | 69,20%           | 63/100           | - OS X - Microsoft Windows - Wii - Xbox 360                                                                                                  | CSI |
| CSI: Hard Evidence                           | Case 4: In Your Eyes                                               | 15 września 2007                       | 69,20%           | 63/100           | - OS X - Microsoft Windows - Wii - Xbox 360                                                                                                  | CSI |
| CSI: Hard Evidence                           | Case 5: The Peacemaker                                             | 15 września 2007                       | 69,20%           | 63/100           | - OS X - Microsoft Windows - Wii - Xbox 360                                                                                                  | CSI |
| Sam & Max Beyond Time and Space              | Ice Station Santa                                                  | 8 października 2007                    | 82,25%           | 82/100           | - iOS - Microsoft Windows - OS X - PlayStation 3 - Wii - Xbox 360                                                                            | Sam & Max |
| Sam & Max Beyond Time and Space              | Moai Better Blues                                                  | 10 stycznia 2008                       | 80,63%           | 80/100           | - iOS - Microsoft Windows - OS X - PlayStation 3 - Wii - Xbox 360                                                                            | Sam & Max |
| Sam & Max Beyond Time and Space              | Night of the Raving Dead                                           | 12 lutego 2008                         | 79,79%           | 79/100           | - iOS - Microsoft Windows - OS X - PlayStation 3 - Wii - Xbox 360                                                                            | Sam & Max |
| Sam & Max Beyond Time and Space              | Chariots of the Dogs                                               | 13 marca 2008                          | 85,37%           | 85/100           | - iOS - Microsoft Windows - OS X - PlayStation 3 - Wii - Xbox 360                                                                            | Sam & Max |
| Sam & Max Beyond Time and Space              | What's New, Beelzebub?                                             | 10 kwietnia 2008                       | 85,09%           | 85/100           | - iOS - Microsoft Windows - OS X - PlayStation 3 - Wii - Xbox 360                                                                            | Sam & Max |
| Strong Bad’s Cool Game for Attractive People | Episode 1 – Homestar Ruiner                                        | 11 kwietnia 2008                       | 73,33%           | 73/100           | - Microsoft Windows - OS X - PlayStation 3 - Wii                                                                                             | Homestar Runner |
| Strong Bad’s Cool Game for Attractive People | Episode 2 – Strong Badia the Free                                  | 15 września 2008                       | 80,46%           | 82/100           | - Microsoft Windows - OS X - PlayStation 3 - Wii                                                                                             | Homestar Runner |
| Strong Bad’s Cool Game for Attractive People | Episode 3 – Baddest of the Bands                                   | 27 października 2008                   | 79,64%           | 79/100           | - Microsoft Windows - OS X - PlayStation 3 - Wii                                                                                             | Homestar Runner |
| Strong Bad’s Cool Game for Attractive People | Episode 4 – Dangeresque 3: The Criminal Projective                 | 17 listopada 2008                      | 82,68%           | 81/100           | - Microsoft Windows - OS X - PlayStation 3 - Wii                                                                                             | Homestar Runner |
| Strong Bad’s Cool Game for Attractive People | Episode 5 – 8-Bit Is Enough                                        | 15 grudnia 2008                        | 83,86%           | 82/100           | - Microsoft Windows - OS X - PlayStation 3 - Wii                                                                                             | Homestar Runner |
| Wallace & Gromit’s Grand Adventures          | Episode 1: Fright of the Bumblebees                                | 23 marca 2009                          | 78,34%           | 76/100           | - iOS - Microsoft Windows - Xbox 360 | Wallace i Gromit |
| Wallace & Gromit’s Grand Adventures          | Episode 2: The Last Resort                                         | 5 maja 2009                            | 73,70%           | 72/100           | - iOS - Microsoft Windows - Xbox 360 | Wallace i Gromit |
| Wallace & Gromit’s Grand Adventures          | Episode 3: Muzzled!                                                | 15 czerwca 2009                        | 77,26%           | 75/100           | - iOS - Microsoft Windows - Xbox 360 | Wallace i Gromit |
| Wallace & Gromit’s Grand Adventures          | Episode 4: The Bogey Man                                           | 30 lipca 2009                          | 74,32%           | 72/100           | - iOS - Microsoft Windows - Xbox 360 | Wallace i Gromit |
| Tales of Monkey Island                       | Launch of the Screaming Narwhal                                    | 7 lipca 2009                           | 80,47%           | 79/100           | - iOS - Microsoft Windows - OS X - PlayStation 3 - Wii                                                                                       | Monkey Island |
| Tales of Monkey Island                       | The Siege of Spinner Cay                                           | 20 kwietnia 2009                       | 79,38%           | 77/100           | - iOS - Microsoft Windows - OS X - PlayStation 3 - Wii                                                                                       | Monkey Island |
| Tales of Monkey Island                       | Lair of the Leviathan                                              | 29 września 2009                       | 83,90%           | 82/100           | - iOS - Microsoft Windows - OS X - PlayStation 3 - Wii                                                                                       | Monkey Island |
| Tales of Monkey Island                       | The Trial and Execution of Guybrush Threepwood                     | 30 października 2009                   | 82,46%           | 80/100           | - iOS - Microsoft Windows - OS X - PlayStation 3 - Wii                                                                                       | Monkey Island |
| Tales of Monkey Island                       | Rise of the Pirate God                                             | 8 grudnia 2009                         | 82,45%           | 81/100           | - iOS - Microsoft Windows - OS X - PlayStation 3 - Wii                                                                                       | Monkey Island |
| CSI: Deadly Intent                           | Case 1: Broken Hearted                                             | 20 października 2009                   | 63,75%           | 46/100           | - iOS - Microsoft Windows - Xbox 360 | CSI |
| CSI: Deadly Intent                           | Case 2: Coulda Been A Contender                                    | 20 października 2009                   | 63,75%           | 46/100           | - iOS - Microsoft Windows - Xbox 360 | CSI |
| CSI: Deadly Intent                           | Case 3: Last Gasp                                                  | 20 października 2009                   | 63,75%           | 46/100           | - iOS - Microsoft Windows - Xbox 360 | CSI |
| CSI: Deadly Intent                           | Case 4: Extinguished                                               | 20 października 2009                   | 63,75%           | 46/100           | - iOS - Microsoft Windows - Xbox 360 | CSI |
| CSI: Deadly Intent                           | Case 5: Crime Scene Impersonator                                   | 20 października 2009                   | 63,75%           | 46/100           | - iOS - Microsoft Windows - Xbox 360 | CSI |
| Sam & Max: The Devil’s Playhouse             | The Penal Zone                                                     | 2 kwietnia 2010                        | 84,84%           | 81/100           | - iOS - Microsoft Windows - OS X - PlayStation 3                                                                                             | Sam & Max |
| Sam & Max: The Devil’s Playhouse             | The Tomb of Sammun-Mak                                             | 18 maja 2010                           | 85,52%           | 83/100           | - iOS - Microsoft Windows - OS X - PlayStation 3                                                                                             | Sam & Max |
| Sam & Max: The Devil’s Playhouse             | They Stole Max's Brain!                                            | 22 czerwca 2010                        | 81,10%           | 75/100           | - iOS - Microsoft Windows - OS X - PlayStation 3                                                                                             | Sam & Max |
| Sam & Max: The Devil’s Playhouse             | Beyond the Alley of the Dolls                                      | 20 lipca 2010                          | 81,21%           | 76/100           | - iOS - Microsoft Windows - OS X - PlayStation 3                                                                                             | Sam & Max |
| Sam & Max: The Devil’s Playhouse             | The City that Dares Not Sleep                                      | 30 czerwca 2010                        | 83,89%           | 81/100           | - iOS - Microsoft Windows - OS X - PlayStation 3                                                                                             | Sam & Max |
| Nelson Tethers: Puzzle Agent                 | –                                                                  | 30 czerwca 2010                        | 72,84%           | 70/100           | - iOS - Microsoft Windows - OS X - PlayStation 3                                                                                             | – |
| CSI: Fatal Conspiracy                        | Case 1: Flash Baked                                                | 26 października 2010                   | 53,33%           | 47/100           | - Microsoft Windows - PlayStation 3 - Xbox 360 - Wii                                                                                         | CSI |
| CSI: Fatal Conspiracy                        | Case 2: Planting Evidence                                          | 26 października 2010                   | 53,33%           | 47/100           | - Microsoft Windows - PlayStation 3 - Xbox 360 - Wii                                                                                         | CSI |
| CSI: Fatal Conspiracy                        | Case 3: Tapped Out                                                 | 26 października 2010                   | 53,33%           | 47/100           | - Microsoft Windows - PlayStation 3 - Xbox 360 - Wii                                                                                         | CSI |
| CSI: Fatal Conspiracy                        | Case 4: All Washed Up                                              | 26 października 2010                   | 53,33%           | 47/100           | - Microsoft Windows - PlayStation 3 - Xbox 360 - Wii                                                                                         | CSI |
| CSI: Fatal Conspiracy                        | Case 5: Boss Fight                                                 | 26 października 2010                   | 53,33%           | 47/100           | - Microsoft Windows - PlayStation 3 - Xbox 360 - Wii                                                                                         | CSI |
| Poker Night at the Inventory                 | –                                                                  | 22 listopada 2010                      | 79,60%           | 71/100           | - Microsoft Windows - OS X | Homestar Runner, Penny Arcade, Sam & Max, Team Fortress 2 |
| Back to the Future: The Game                 | It’s About Time                                                    | 22 grudnia 2010                        | 80,32%           | 74/100           | - Microsoft Windows - iOS - OS X - PlayStation 3 - PlayStation 4 - Wii - Xbox 360 - Xbox One                                                 | Powrót do przyszłości |
| Back to the Future: The Game                 | Get Tannen!                                                        | 16 lutego 2011                         | 76,86%           | 74/100           | - Microsoft Windows - iOS - OS X - PlayStation 3 - PlayStation 4 - Wii - Xbox 360 - Xbox One                                                 | Powrót do przyszłości |
| Back to the Future: The Game                 | Citizen Brown                                                      | 29 marca 2011                          | 75,57%           | 71/100           | - Microsoft Windows - iOS - OS X - PlayStation 3 - PlayStation 4 - Wii - Xbox 360 - Xbox One                                                 | Powrót do przyszłości |
| Back to the Future: The Game                 | Double Visions                                                     | 29 kwietnia 2011                       | 73,64%           | 71/100           | - Microsoft Windows - iOS - OS X - PlayStation 3 - PlayStation 4 - Wii - Xbox 360 - Xbox One                                                 | Powrót do przyszłości |
| Back to the Future: The Game                 | Outatime                                                           | 23 czerwca 2011                        | 78,92%           | 75/100           | - Microsoft Windows - iOS - OS X - PlayStation 3 - PlayStation 4 - Wii - Xbox 360 - Xbox One                                                 | Powrót do przyszłości |
| Puzzle Agent 2                               | –                                                                  | 30 czerwca 2011                        | 67,17%           | 63/100           | - iOS - Microsoft Windows - OS X | – |
| Jurassic Park: The Game                      | Episode 1: The Intruder                                            | 15 listopada 2011                      | 55,88%           | 54/100           | - Microsoft Windows - iOS - OS X - PlayStation 3 - Xbox 360                                                                                  | Park Jurajski |
| Jurassic Park: The Game                      | Episode 2: The Cavalry                                             | 15 listopada 2011                      | 55,88%           | 54/100           | - Microsoft Windows - iOS - OS X - PlayStation 3 - Xbox 360                                                                                  | Park Jurajski |
| Jurassic Park: The Game                      | Episode 3: The Depths                                              | 15 listopada 2011                      | 55,88%           | 54/100           | - Microsoft Windows - iOS - OS X - PlayStation 3 - Xbox 360                                                                                  | Park Jurajski |
| Jurassic Park: The Game                      | Episode 4: The Survivors                                           | 15 listopada 2011                      | 55,88%           | 54/100           | - Microsoft Windows - iOS - OS X - PlayStation 3 - Xbox 360                                                                                  | Park Jurajski |
| Law & Order: Legacies                        | Episode 1: Revenge                                                 | 22 grudnia 2011                        | 54,70%           | 53/100           | - Microsoft Windows - iOS - OS X | Prawo i porządek |
| Law & Order: Legacies                        | Episode 2: Home to Roost                                           | 22 grudnia 2011                        | 54,70%           | 53/100           | - Microsoft Windows - iOS - OS X | Prawo i porządek |
| Law & Order: Legacies                        | Episode 3: Killer Smart                                            | 6 stycznia 2012                        | 54,70%           | 53/100           | - Microsoft Windows - iOS - OS X | Prawo i porządek |
| Law & Order: Legacies                        | Episode 4: Nobody's Child                                          | 20 stycznia 2012                       | 54,70%           | 53/100           | - Microsoft Windows - iOS - OS X | Prawo i porządek |
| Law & Order: Legacies                        | Episode 5: Ear Witness                                             | 9 lutego 2012                          | 54,70%           | 53/100           | - Microsoft Windows - iOS - OS X | Prawo i porządek |
| Law & Order: Legacies                        | Episode 6: Side Effects                                            | 25 lutego 2012                         | 54,70%           | 53/100           | - Microsoft Windows - iOS - OS X | Prawo i porządek |
| Law & Order: Legacies                        | Episode 7: Resolution                                              | 26 marca 2012                          | 54,70%           | 53/100           | - Microsoft Windows - iOS - OS X | Prawo i porządek |
| The Walking Dead                             | Episode 1 – A New Day                                              | 24 kwietnia 2012                       | 83,38%           | 82/100           | - Android - iOS - Kindle Fire HDX - OS X - Microsoft Windows - Ouya - PlayStation 3 - PlayStation 4 - PlayStation Vita - Xbox 360 - Xbox One | Żywe trupy |
| The Walking Dead                             | Episode 2 – Starved for Help                                       | 27 czerwca 2012                        | 86,53%           | 84/100           | - Android - iOS - Kindle Fire HDX - OS X - Microsoft Windows - Ouya - PlayStation 3 - PlayStation 4 - PlayStation Vita - Xbox 360 - Xbox One | Żywe trupy |
| The Walking Dead                             | Episode 3 – Long Road Ahead                                        | 28 kwietnia 2012                       | 85,41%           | 85/100           | - Android - iOS - Kindle Fire HDX - OS X - Microsoft Windows - Ouya - PlayStation 3 - PlayStation 4 - PlayStation Vita - Xbox 360 - Xbox One | Żywe trupy |
| The Walking Dead                             | Episode 4 – Around Every Corner                                    | 9 października 2012                    | 84,00%           | 80/100           | - Android - iOS - Kindle Fire HDX - OS X - Microsoft Windows - Ouya - PlayStation 3 - PlayStation 4 - PlayStation Vita - Xbox 360 - Xbox One | Żywe trupy |
| The Walking Dead                             | Episode 5 – No Time Left                                           | 20 listopada 2012                      | 94,75%           | 89/100           | - Android - iOS - Kindle Fire HDX - OS X - Microsoft Windows - Ouya - PlayStation 3 - PlayStation 4 - PlayStation Vita - Xbox 360 - Xbox One | Żywe trupy |
| The Walking Dead                             | 400 Days (DLC)                                                     | 2 lipca 2013                           | 78,00%           | 78/100           | - Android - iOS - Kindle Fire HDX - OS X - Microsoft Windows - Ouya - PlayStation 3 - PlayStation 4 - PlayStation Vita - Xbox 360 - Xbox One | Żywe trupy |
| Poker Night 2                                | –                                                                  | 24 kwietnia 2013                       | 76,00%           | 75/100           | - Microsoft Windows - iOS - OS X - PlayStation 3 - Xbox 360                                                                                  | Baśnie, Borderlands, Comic Book Men, Ed, Edd i Eddy, Five Nights at Freddy’s, Futurama, Halloween, Homestar Runner, Lucky Luke, Martwe zło, Mass Effect, Monkey Island, Penny Arcade, Portal, Sam & Max, Sly Cooper, Team Fortress 2, The Venture Bros., Żywe trupy |
| The Wolf Among Us                            | Episode 1 – Faith                                                  | 11 października 2013                   | 86,14%           | 85/100           | - Android - iOS - Microsoft Windows - OS X - PlayStation 3 - PlayStation 4 - PlayStation Vita - Xbox 360 - Xbox One                          | Baśnie |
| The Wolf Among Us                            | Episode 2 – Smoke and Mirrors                                      | 4 lutego 2014                          | 78,37%           | 76/100           | - Android - iOS - Microsoft Windows - OS X - PlayStation 3 - PlayStation 4 - PlayStation Vita - Xbox 360 - Xbox One                          | Baśnie |
| The Wolf Among Us                            | Episode 3 – A Crooked Mile                                         | 8 kwietnia 2014                        | 83,10%           | 82/100           | - Android - iOS - Microsoft Windows - OS X - PlayStation 3 - PlayStation 4 - PlayStation Vita - Xbox 360 - Xbox One                          | Baśnie |
| The Wolf Among Us                            | Episode 4 – In Sheep's Clothing                                    | 27 maja 2014                           | 76,73%           | 75/100           | - Android - iOS - Microsoft Windows - OS X - PlayStation 3 - PlayStation 4 - PlayStation Vita - Xbox 360 - Xbox One                          | Baśnie |
| The Wolf Among Us                            | Episode 5 – Cry Wolf                                               | 8 lipca 2014                           | 87,96%           | 84/100           | - Android - iOS - Microsoft Windows - OS X - PlayStation 3 - PlayStation 4 - PlayStation Vita - Xbox 360 - Xbox One                          | Baśnie |
| The Walking Dead: Season Two                 | Episode 1 – All That Remains                                       | 17 grudnia 2013                        | 78,76%           | 78/100           | - Android - iOS - Microsoft Windows - OS X - PlayStation 3 - PlayStation 4 - PlayStation Vita - Xbox 360 - Xbox One                          | Żywe trupy |
| The Walking Dead: Season Two                 | Episode 2 – A House Divided                                        | 4 marca 2014                           | 81,39%           | 81/100           | - Android - iOS - Microsoft Windows - OS X - PlayStation 3 - PlayStation 4 - PlayStation Vita - Xbox 360 - Xbox One                          | Żywe trupy |
| The Walking Dead: Season Two                 | Episode 3 – In Harm's Way                                          | 13 maja 2014                           | 82,22%           | 81/100           | - Android - iOS - Microsoft Windows - OS X - PlayStation 3 - PlayStation 4 - PlayStation Vita - Xbox 360 - Xbox One                          | Żywe trupy |
| The Walking Dead: Season Two                 | Episode 4 – Amid the Ruins                                         | 22 lipca 2014                          | 78,58%           | 78/100           | - Android - iOS - Microsoft Windows - OS X - PlayStation 3 - PlayStation 4 - PlayStation Vita - Xbox 360 - Xbox One                          | Żywe trupy |
| The Walking Dead: Season Two                 | Episode 5 – No Going Back                                          | 26 kwietnia 2014                       | 79,19%           | 78/100           | - Android - iOS - Microsoft Windows - OS X - PlayStation 3 - PlayStation 4 - PlayStation Vita - Xbox 360 - Xbox One                          | Żywe trupy |
| Tales from the Borderlands                   | Zer0 Sum                                                           | 25 listopada 2014                      | 86,17%           | 84/100           | - Android - iOS - Microsoft Windows - OS X - PlayStation 3 - PlayStation 4 - PlayStation Vita - Xbox 360 - Xbox One                          | Borderlands |
| Tales from the Borderlands                   | Atlas Mugged                                                       | 17 marca 2015                          | 80,54%           | 78/100           | - Android - iOS - Microsoft Windows - OS X - PlayStation 3 - PlayStation 4 - PlayStation Vita - Xbox 360 - Xbox One                          | Borderlands |
| Tales from the Borderlands                   | Catch a Ride                                                       | 23 czerwca 2015                        | 82,95%           | 81/100           | - Android - iOS - Microsoft Windows - OS X - PlayStation 3 - PlayStation 4 - PlayStation Vita - Xbox 360 - Xbox One                          | Borderlands |
| Tales from the Borderlands                   | Escape Plan Bravo                                                  | 18 kwietnia 2015                       | 80,82%           | 79/100           | - Android - iOS - Microsoft Windows - OS X - PlayStation 3 - PlayStation 4 - PlayStation Vita - Xbox 360 - Xbox One                          | Borderlands |
| Tales from the Borderlands                   | The Vault of the Traveler                                          | 20 października 2015                   | 74,57%           | 86/100           | - Android - iOS - Microsoft Windows - OS X - PlayStation 3 - PlayStation 4 - PlayStation Vita - Xbox 360 - Xbox One                          | Borderlands |
| Game of Thrones                              | Iron From Ice                                                      | 2 grudnia 2014                         | 74,37%           | 75/100           | - Android - iOS - Microsoft Windows - OS X - PlayStation 3 - PlayStation 4 - Xbox 360 - Xbox One                                             | Pieśń lodu i ognia |
| Game of Thrones                              | The Lost Lords                                                     | 3 lutego 2015                          | 74,96%           | 73/100           | - Android - iOS - Microsoft Windows - OS X - PlayStation 3 - PlayStation 4 - Xbox 360 - Xbox One                                             | Pieśń lodu i ognia |
| Game of Thrones                              | The Sword in the Darkness                                          | 24 marca 2015                          | 76,52%           | 77/100           | - Android - iOS - Microsoft Windows - OS X - PlayStation 3 - PlayStation 4 - Xbox 360 - Xbox One                                             | Pieśń lodu i ognia |
| Game of Thrones                              | Sons of Winter                                                     | 26 maja 2015                           | 76,00%           | 77/100           | - Android - iOS - Microsoft Windows - OS X - PlayStation 3 - PlayStation 4 - Xbox 360 - Xbox One                                             | Pieśń lodu i ognia |
| Game of Thrones                              | A Nest of Vipers                                                   | 21 lipca 2015                          | 71,40%           | 74/100           | - Android - iOS - Microsoft Windows - OS X - PlayStation 3 - PlayStation 4 - Xbox 360 - Xbox One                                             | Pieśń lodu i ognia |
| Game of Thrones                              | The Ice Dragon                                                     | 17 listopada 2015                      | 71,42%           | 70/100           | - Android - iOS - Microsoft Windows - OS X - PlayStation 3 - PlayStation 4 - Xbox 360 - Xbox One                                             | Pieśń lodu i ognia |
| Minecraft: Story Mode                        | The Order of the Stone                                             | 13 października 2015                   | 73,53%           | 71/100           | - Android - iOS - Microsoft Windows - OS X - PlayStation 3 - PlayStation 4 - PlayStation Vita - Wii U - Xbox 360 - Xbox One                  | Minecraft |
| Minecraft: Story Mode                        | Assembly Required                                                  | 27 października 2015                   | 60,00%           | 59/100           | - Android - iOS - Microsoft Windows - OS X - PlayStation 3 - PlayStation 4 - PlayStation Vita - Wii U - Xbox 360 - Xbox One                  | Minecraft |
| Minecraft: Story Mode                        | The Last Place You Look                                            | 19 listopada 2015                      | 74,57%           | 73/100           | - Android - iOS - Microsoft Windows - OS X - PlayStation 3 - PlayStation 4 - PlayStation Vita - Wii U - Xbox 360 - Xbox One                  | Minecraft |
| Minecraft: Story Mode                        | A Block and a Hard Place                                           | 22 grudnia 2015                        | 68,50%           | 68/100           | - Android - iOS - Microsoft Windows - OS X - PlayStation 3 - PlayStation 4 - PlayStation Vita - Wii U - Xbox 360 - Xbox One                  | Minecraft |
| Minecraft: Story Mode                        | Order Up!                                                          | 29 marca 2016                          | 72,00%           | 70/100           | - Android - iOS - Microsoft Windows - OS X - PlayStation 3 - PlayStation 4 - PlayStation Vita - Wii U - Xbox 360 - Xbox One                  | Minecraft |
| Minecraft: Story Mode                        | A Portal to Mystery (DLC)                                          | 7 czerwca 2016                         | 69,00%           | 70/100           | - Android - iOS - Microsoft Windows - OS X - PlayStation 3 - PlayStation 4 - PlayStation Vita - Wii U - Xbox 360 - Xbox One                  | Minecraft |
| Minecraft: Story Mode                        | Access Denied (DLC)                                                | 26 lipca 2016                          | 80,00%           | 71/100           | - Android - iOS - Microsoft Windows - OS X - PlayStation 3 - PlayStation 4 - PlayStation Vita - Wii U - Xbox 360 - Xbox One                  | Minecraft |
| Minecraft: Story Mode                        | A Journey's End? (DLC)                                             | 13 września 2016                       | 80,00%           | 69/100           | - Android - iOS - Microsoft Windows - OS X - PlayStation 3 - PlayStation 4 - PlayStation Vita - Wii U - Xbox 360 - Xbox One                  | Minecraft |
| The Walking Dead: Michonne                   | Episode 1 – In Too Deep                                            | 23 lutego 2016                         | 70,81%           | 69/100           | - Android - iOS - Microsoft Windows - OS X - PlayStation 3 - PlayStation 4 - Xbox 360 - Xbox One                                             | Żywe trupy |
| The Walking Dead: Michonne                   | Episode 2 – Give No Shelter                                        | 29 marca 2016                          | 66,60%           | 66/100           | - Android - iOS - Microsoft Windows - OS X - PlayStation 3 - PlayStation 4 - Xbox 360 - Xbox One                                             | Żywe trupy |
| The Walking Dead: Michonne                   | Episode 3 – What We Deserve                                        | 26 kwietnia 2016                       | 71,74%           | 71/100           | - Android - iOS - Microsoft Windows - OS X - PlayStation 3 - PlayStation 4 - Xbox 360 - Xbox One                                             | Żywe trupy |
| Batman: The Telltale Series                  | Episode 1 – Realm of Shadows                                       | 2 sierpnia 2016                        | 76,95%           | 74/100           | - Android - iOS - Microsoft Windows - OS X - PlayStation 3 - PlayStation 4 - Xbox 360 - Xbox One                                             | Uniwersum DC / Batman |
| Batman: The Telltale Series                  | Episode 2 – Children of Arkham                                     | 20 września 2016                       | 75,00%           | 73/100           | - Android - iOS - Microsoft Windows - OS X - PlayStation 3 - PlayStation 4 - Xbox 360 - Xbox One                                             | Uniwersum DC / Batman |
| Batman: The Telltale Series                  | Episode 3 – New World Order                                        | 25 października 2016                   | 73,58%           | 73/100           | - Android - iOS - Microsoft Windows - OS X - PlayStation 3 - PlayStation 4 - Xbox 360 - Xbox One                                             | Uniwersum DC / Batman |
| Batman: The Telltale Series                  | Episode 4 – Guardian of Gotham                                     | 22 listopada 2016                      | 74,22%           | 73/100           | - Android - iOS - Microsoft Windows - OS X - PlayStation 3 - PlayStation 4 - Xbox 360 - Xbox One                                             | Uniwersum DC / Batman |
| Batman: The Telltale Series                  | Episode 5 – City of Light                                          | 13 grudnia 2016                        | 76,11%           | 75/100           | - Android - iOS - Microsoft Windows - OS X - PlayStation 3 - PlayStation 4 - Xbox 360 - Xbox One                                             | Uniwersum DC / Batman |
| The Walking Dead: A New Frontier             | Episode 1 – Ties That Bind – Part I                                | 20 grudnia 2016                        | 81,32%           | 81/100           | - Android - iOS - Microsoft Windows - OS X - PlayStation 4 - Xbox One                                                                        | Żywe trupy |
| The Walking Dead: A New Frontier             | Episode 2 – Ties That Bind – Part II                               | 20 grudnia 2016                        | 80,46%           | 80/100           | - Android - iOS - Microsoft Windows - OS X - PlayStation 4 - Xbox One                                                                        | Żywe trupy |
| The Walking Dead: A New Frontier             | Episode 3 – Above the Law                                          | 28 marca 2017                          | 76,17%           | 75/100           | - Android - iOS - Microsoft Windows - OS X - PlayStation 4 - Xbox One                                                                        | Żywe trupy |
| The Walking Dead: A New Frontier             | Episode 4 – Thicker Than Water                                     | 25 kwietnia 2017                       | 71,53%           | 72/100           | - Android - iOS - Microsoft Windows - OS X - PlayStation 4 - Xbox One                                                                        | Żywe trupy |
| The Walking Dead: A New Frontier             | Episode 5 – From the Gallows                                       | 30 maja 2017                           | 74,55%           | 74/100           | - Android - iOS - Microsoft Windows - OS X - PlayStation 4 - Xbox One                                                                        | Żywe trupy |
| Guardians of the Galaxy: The Telltale Series | Episode 1 – Tangled Up in Blue                                     | 18 kwietnia 2017                       | 70,73%           | 70/100           | - Android - iOS - Microsoft Windows - OS X - PlayStation 4 - Xbox One                                                                        | Uniwersum Marvela |
| Guardians of the Galaxy: The Telltale Series | Episode 2 – Under Pressure                                         | 6 czerwca 2017                         | 76,00%           | 72/100           | - Android - iOS - Microsoft Windows - OS X - PlayStation 4 - Xbox One                                                                        | Uniwersum Marvela |
| Guardians of the Galaxy: The Telltale Series | Episode 3 – More than a Feeling                                    | 22 sierpnia 2017                       | 76,00%           | 73/100           | - Android - iOS - Microsoft Windows - OS X - PlayStation 4 - Xbox One                                                                        | Uniwersum Marvela |
| Guardians of the Galaxy: The Telltale Series | Episode 4 – Who Needs You                                          | 10 października 2017                   | 72,00%           | 71/100           | - Android - iOS - Microsoft Windows - OS X - PlayStation 4 - Xbox One                                                                        | Uniwersum Marvela |
| Guardians of the Galaxy: The Telltale Series | Episode 5 – Don’t Stop Believin'                                   | 7 listopada 2017                       | 70,37%           | 68/100           | - Android - iOS - Microsoft Windows - OS X - PlayStation 4 - Xbox One                                                                        | Uniwersum Marvela |
| Minecraft: Story Mode – Season Two           | Episode 1 – Hero in Residence                                      | 11 lipca 2017                          | 72,56%           | 72/100           | - Android - iOS - Microsoft Windows - OS X - PlayStation 4 - Xbox 360 - Xbox One                                                             | Minecraft |
| Minecraft: Story Mode – Season Two           | Episode 2 – Giant Consequences                                     | 15 sierpnia 2017                       | 72,86%           | 74/100           | - Android - iOS - Microsoft Windows - OS X - PlayStation 4 - Xbox 360 - Xbox One                                                             | Minecraft |
| Minecraft: Story Mode – Season Two           | Episode 3 – Jailhouse Block                                        | 19 września 2017                       | 74,71%           | 71/100           | - Android - iOS - Microsoft Windows - OS X - PlayStation 4 - Xbox 360 - Xbox One                                                             | Minecraft |
| Minecraft: Story Mode – Season Two           | Episode 4 – Below The Bedrock                                      | 7 listopada 2017                       | 77,00%           | 73/100           | - Android - iOS - Microsoft Windows - OS X - PlayStation 4 - Xbox 360 - Xbox One                                                             | Minecraft |
| Minecraft: Story Mode – Season Two           | Episode 5 – Above And Beyond                                       | 19 grudnia 2017                        | 77,50%           | 73/100           | - Android - iOS - Microsoft Windows - OS X - PlayStation 4 - Xbox 360 - Xbox One                                                             | Minecraft |
| Batman: The Enemy Within                     | Episode 1 – The Enigma                                             | 8 sierpnia 2017                        | 79,22%           | 76/100           | - Android - iOS - Microsoft Windows - OS X - PlayStation 4 - Xbox One                                                                        | Uniwersum DC / Batman |
| Batman: The Enemy Within                     | Episode 2 – The Pact                                               | 26 września 2017                       | 75,82%           | 71/100           | - Android - iOS - Microsoft Windows - OS X - PlayStation 4 - Xbox One                                                                        | Uniwersum DC / Batman |
| Batman: The Enemy Within                     | Episode 3 – Fractured Mask                                         | 21 listopada 2017                      | 73,33%           | 71/100           | - Android - iOS - Microsoft Windows - OS X - PlayStation 4 - Xbox One                                                                        | Uniwersum DC / Batman |
| Batman: The Enemy Within                     | Episode 4 – What Ails You                                          | 22 stycznia 2018                       | 76,31%           | 76/100           | - Android - iOS - Microsoft Windows - OS X - PlayStation 4 - Xbox One                                                                        | Uniwersum DC / Batman |
| Batman: The Enemy Within                     | Episode 5 – Same Stitch                                            | 26 marca 2018                          | 85,64%           | 84/100           | - Android - iOS - Microsoft Windows - OS X - PlayStation 4 - Xbox One                                                                        | Uniwersum DC / Batman |
| The Walking Dead: The Final Season           |                                                                    | 2018 (wydano tylko 2 pierwsze odcinki) | –                | –                | | Żywe trupy |
| The Wolf Among Us: Season Two                |                                                                    | anulowano                              | –                | –                | | Baśnie |
| Game of Thrones: Season 2                    |                                                                    | anulowano                              | –                | –                | | Pieśń lodu i ognia |

## Opublikowane gry
| Tytuł                    | Producent     | Data publikacji | Platformy                                                      |
| ------------------------ | ------------- | --- | -------------------------------------------------------------- |
| Hector: Badge of Carnage | Straandlooper | - 2 czerwca 2010 (Episode 1: We Negotiate with Terrorists) - 25 kwietnia 2011 (Episode 2: Senseless Acts of Justice) - 22 września 2011 (Episode 3: Beyond Reasonable Doom) | - iOS - Microsoft Windows - OS X                               |
| The Jackbox Party Pack   | Jackbox Games | 3 października 2015 | - PlayStation 3 - PlayStation 4 - Xbox 360 - Xbox One          |
| 7 Days to Die            | The Fun Pimps | 28 czerwca 2016 | - Linux - macOS - Microsoft Windows - PlayStation 4 - Xbox One |

## Zarząd
- Pete Hawley – prezes i dyrektor generalny[246]
- Steve Allison – starszy wiceprezes wydawniczy
- Mark Barbolak – radca prawny
- David Bowman – wiceprezes ds. produkcji
- Steve Crystal – wiceprezes ds. online
- Larry Castro – dyrektor finansowy
- Kara Henander – dyrektor ds. zasobów ludzkich
- Zac Litton – wiceprezes technologiczny
- Paul Mathus – wiceprezes ds. rozwoju